# 拉塞尔·巴特勒
拉塞尔·巴特勒（英語：Russell Butler，1968年3月6日—），澳大利亚男子跳水运动员。他曾代表澳大利亚参加1990年英联邦运动会跳水比赛，获得一枚金牌。他也曾参加1988年和1996年夏季奥运会。